# Epsilon Sagittarii
Pour les articles homonymes, voir Epsilon (homonymie).
Désignations
Epsilon Sagittarii (ε Sgr / ε Sagittarii), également nommée Kaus Australis, est une étoile binaire qui est également l'étoile la plus brillante de la constellation du Sagittaire.

## Nomenclature
Kaus Australis est le nom propre de Epsilon Sagittarii / ε Sgr aujourd’hui approuvé par l’Union astronomique internationale (UAI), tandis que  δ Sgr est Kaus Media et λ Sgr Kaus Borealis. Ce nom vient de l’arabe القوس al-Qaws, qui est, à côté du calque sémantique du grec Τοξότης, soit الرامي al-Rāmī, « le Tireur à l’arc », un nom de la constellation venu du ciel arabe traditionnel, où il était affecté au 9e signe du zodiaque, attesté dans l’horoscope de fondation de la ville de Baghdad en 762, ainsi que nous rapporte l’érudit persan al-Bīrūnī. À partir de la transcription Kaus donnée pour le nom de la constellation dans sa traduction du یجِ سلطانی Zīğ-i Sulṭānī ou « Tables sultaniennes » d’Uluġ Bēg (1437), donné par Thomas Hyde (1665) , Giuseppe Piazzi appelle cette étoile Kaus Australis, nom rapidement repris dans les catalogues du XIXe siècle avant d’être relevé par Richard Allen (1899).
Alwarida Tertia est une second pour Epsilon Sagittarii / ε Sgr, qui est l’arabe الواردة al-Wārida. Pour le comprendre, il faut voir que l’espace gréco-arabe de Sagittarius est occupé, dans le ciel arabe traditionnel, par une grande scène animalière nommée النعايم al-Naᶜā’im, « les Autruches », qui correspond à la XXe des manāzil al-qamar ou « stations lunaires », appellation qui concerne deux groupes. L'un est الواردة النعايم al-Naᶜā’im al-Wārida, « les Autruches qui descendent [boire] » au Fleuve, en arabe النهر al-Nahar, qui est un des noms de la Voie lactée, tandis que l'autre est النعايم الصادرة al-Naᶜā’im al-Ṣādira, « les Autruches qui reviennent [de boire] ». Ces deux groupes sont articulés de part et d’autre de راحي النعايم Rāᶜī al-Naᶜā’im, « le Berger des Autruches ». Voir l’image intitulée « النعايم  al-Naᶜā’im, la figure arabe des Autruches près de la voie lactée » dans la page consacrée à la constellation du Sagittaire.
On a donc الواردة النعايم al-Naᶜā’im al-Wārida, « les Autruches qui descendent [boire] » pour le groupe γηδε Sgr, en classant les étoiles dans l’ordre normal des ascensions droites. Elles étoiles sont en tout ou en partie individualisées dans des catalogues tardifs, ainsi dans le traité de al-Tīzīnī (1533). Le  nom Alwarida Tertia se rencontre chez Ahmed Benhamouda (1950), qui donne le nom Alwarida tertia en reprenant l'ordre donné par dans le « Ğāmiᶜ al-Mabādī wa-l-Ġāyāt fī ᶜilm al-mīqāt ou Collection des principes et des objectifs dans la science de la mesure du temps » d’Abū ᶜAlī al-Ḥasan al-Marrākušī (1282), édité par Jean Jacques Emmanuel Sédillot, et repris par Louis Amélie Sédillot. Mais le nom est diffusé dans les catalogues modernes à partir de la transcription Thalath al Waridah |i.e.] Tertia τῶν al Warida donnée par la présentation du traité de l’Égyptien Muḥammad al-Aḫsāsī al-Muwaqqit, Durrāt al-muḍiyya fī ’l-ᶜamal al-šamsiyya ou « Perles de brillance de l’activité solaire (1282) par Edward Ball Knobel.

## Compagnon
L'étoile primaire, Epsilon Sagittarii A, est une géante bleue de type spectral B9,5 III. Son compagnon, Epsilon Sagittarii B, se situe à 2,4 secondes d'arc d'elle.